# Linea Gotica (album)
| Recensione | Giudizio       |
| ---------- | -------------- |
| Ondarock   | Pietra miliare |

Linea Gotica è il secondo album in studio del Consorzio Suonatori Indipendenti, pubblicato nel 1996.

## Il disco
(Giovanni Lindo Ferretti)
L'album è presente nella classifica dei 100 dischi italiani più belli di sempre secondo Rolling Stone Italia alla posizione numero 8.

## Descrizione dei brani

### E ti vengo a cercare
E ti vengo a cercare è una cover dell'omonima canzone di Franco Battiato, contenuta nell'album Fisiognomica. L'ultimo verso di questa versione è cantato dallo stesso Battiato: tuttavia vengono omesse le ultime parole "perché ho bisogno della tua presenza".

### Linea Gotica
Linea Gotica, già nell'esplicito titolo, è incentrata su alcuni avvenimenti della seconda guerra mondiale, e sull'occupazione nazifascista in Italia. La canzone si apre con una citazione di un racconto di Beppe Fenoglio, contenuto ne I ventitré giorni della città di Alba con riferimenti alla città piemontese, protagonista di un capitolo della storia della Resistenza italiana. Sono presenti inoltre riferimenti a Germano Nicolini (il "comandante diavolo") e a Giuseppe Dossetti (il "monaco obbediente").

### Millenni
Millenni costituisce una critica, piuttosto accesa, verso la Chiesa cattolica e la religione cristiana in generale. Lo stesso Ferretti commenta comunque così la sua canzone:
(Giovanni Lindo Ferretti)

### L'ora delle tentazioni
L'ora delle tentazioni è tratto dalla colonna sonora di Maciste all'inferno.

### Io e Tancredi
Io e Tancredi non è un riferimento all'omonima opera di Gioachino Rossini, bensì una vera e propria ode al cavallo, definito come un animale estremamente nobile, docile ma temerario e sempre pronto a sacrificarsi per il suo padrone. L'allevamento di cavalli è da sempre una passione del cantante, e Tancredi era il nome del suo cavallo.

### Irata
Irata contiene riferimenti e citazioni di Pier Paolo Pasolini.

## Tracce
Testi di Giovanni Lindo Ferretti, musiche di Gianni Maroccolo, Francesco Magnelli, Massimo Zamboni, Giorgio Canali.
1. Cupe vampe – 5:14
2. Sogni e sintomi – 4:57
3. E ti vengo a cercare – 6:42 (Franco Battiato)
4. Esco – 7:05
5. Blu – 4:24
6. Linea Gotica – 5:28
7. Millenni – 5:07
8. L'ora delle tentazioni – 9:19
9. Io e Tancredi – 3:41
10. Irata – 8:34

## Formazione

### Gruppo
- Giovanni Lindo Ferretti - voce
- Ginevra Di Marco - voce, cori
- Massimo Zamboni - chitarra
- Giorgio Canali - chitarra; violino in Cupe Vampe, cori
- Gianni Maroccolo - basso, chitarra acustica
- Francesco Magnelli - tastiere, cori
- Marco Parente - batteria in E ti vengo a cercare, Blu, Millenni, Io e Tancredi

### Altri musicisti
- Franco Battiato - voce in  E ti vengo a cercare

### Crediti
- Giovanni Gasparini - tecnico del suono
- Bruce Morrison - assistente di studio
- Diego Cuoghi - realizzazione grafica

## Classifiche
| Classifica (1996) | Posizione massima |
| ----------------- | ----------------- |
| Italia            | 15                |